# Limitanei

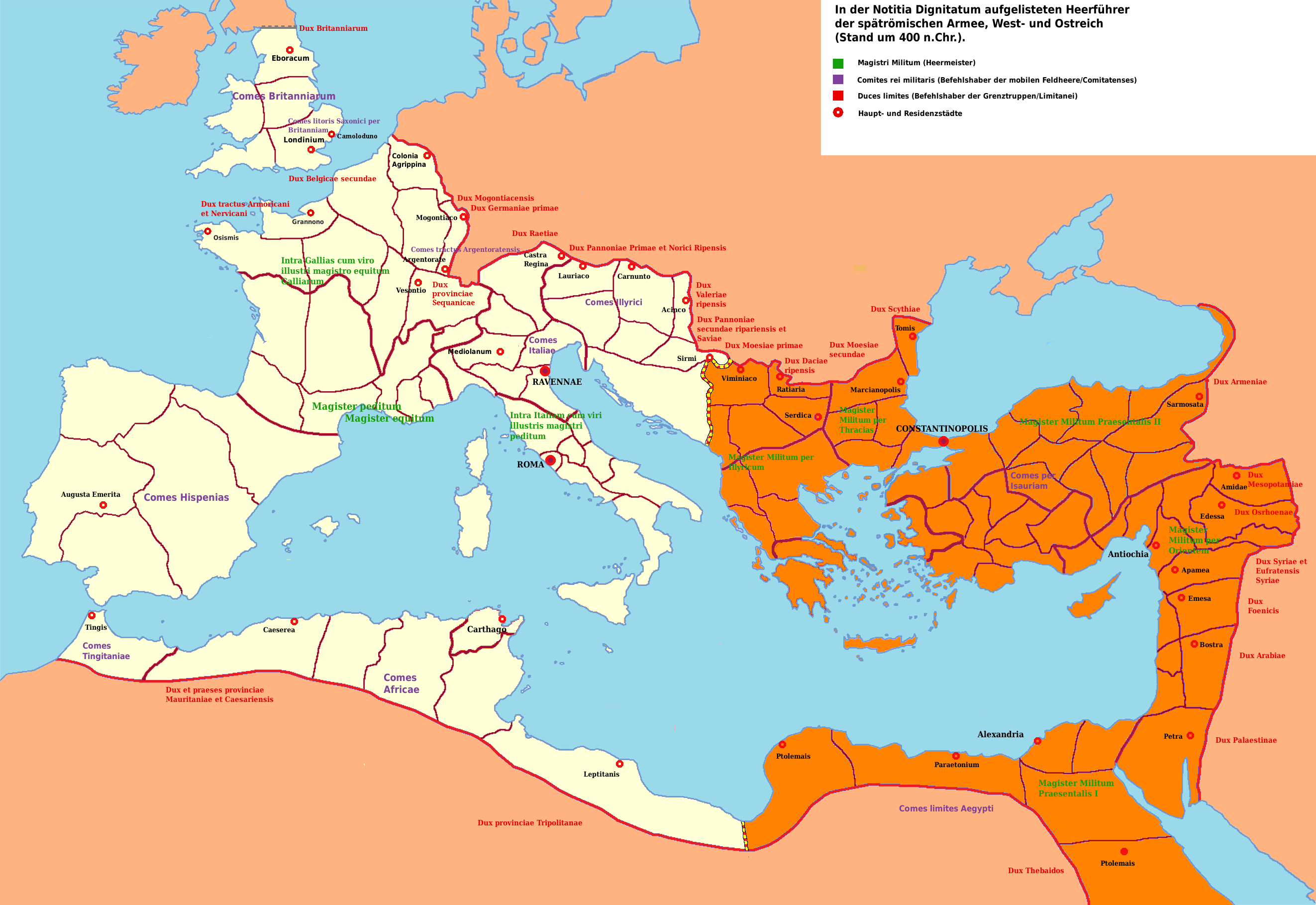
Heerführer der Comitatenses und Limitanei im 5. Jahrhundert n. Chr.

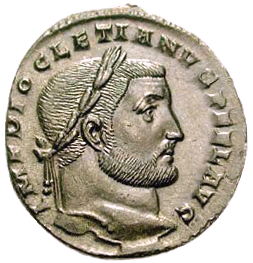
Römischer Follis mit dem Porträt des Diokletian, geprägt in Treveris (Trier) um 300 n. Chr. (Classic Numismatic Group, Inc., CNG)
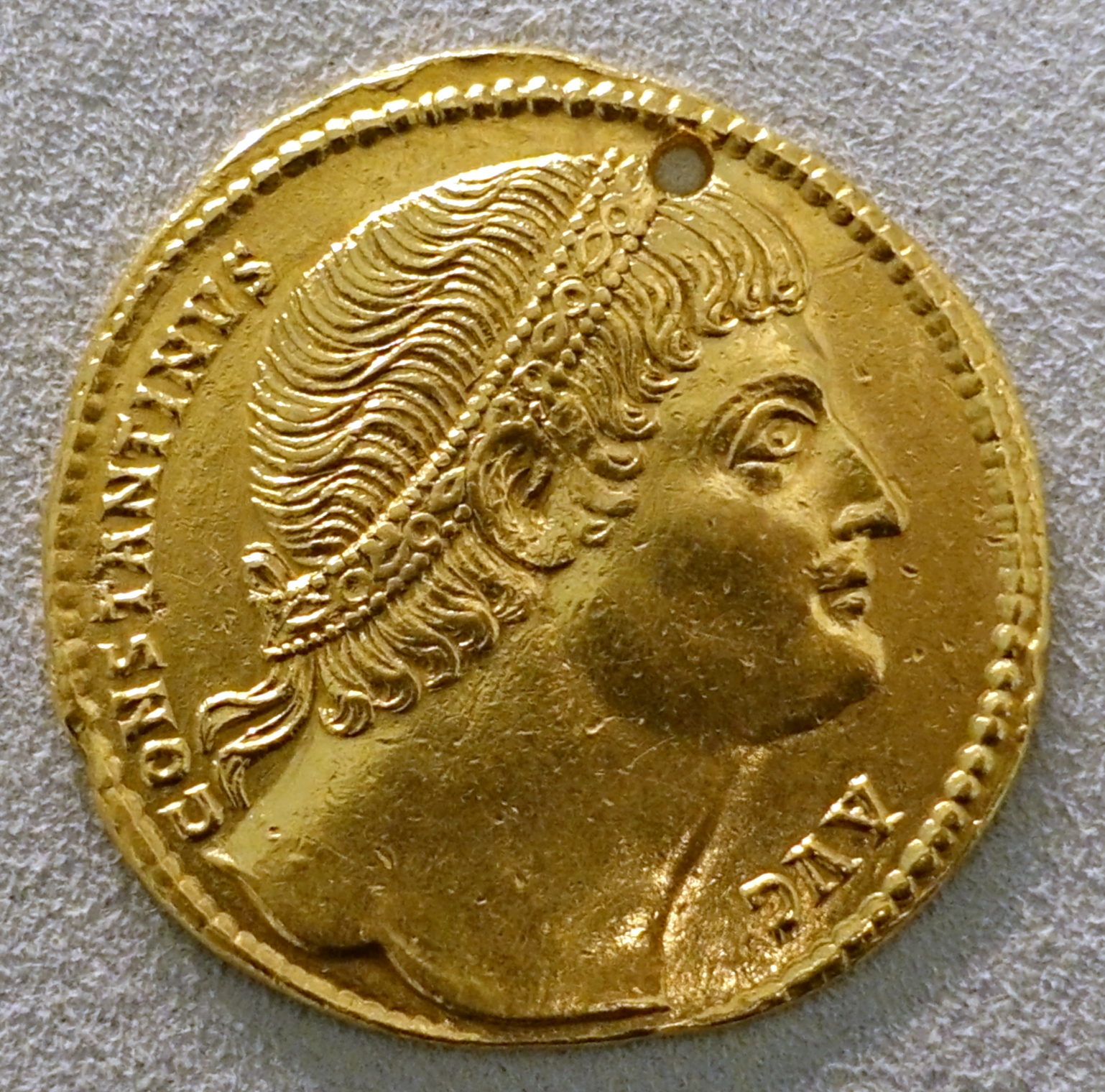
Solidus mit Porträt Kaiser Konstantins, geprägt 326

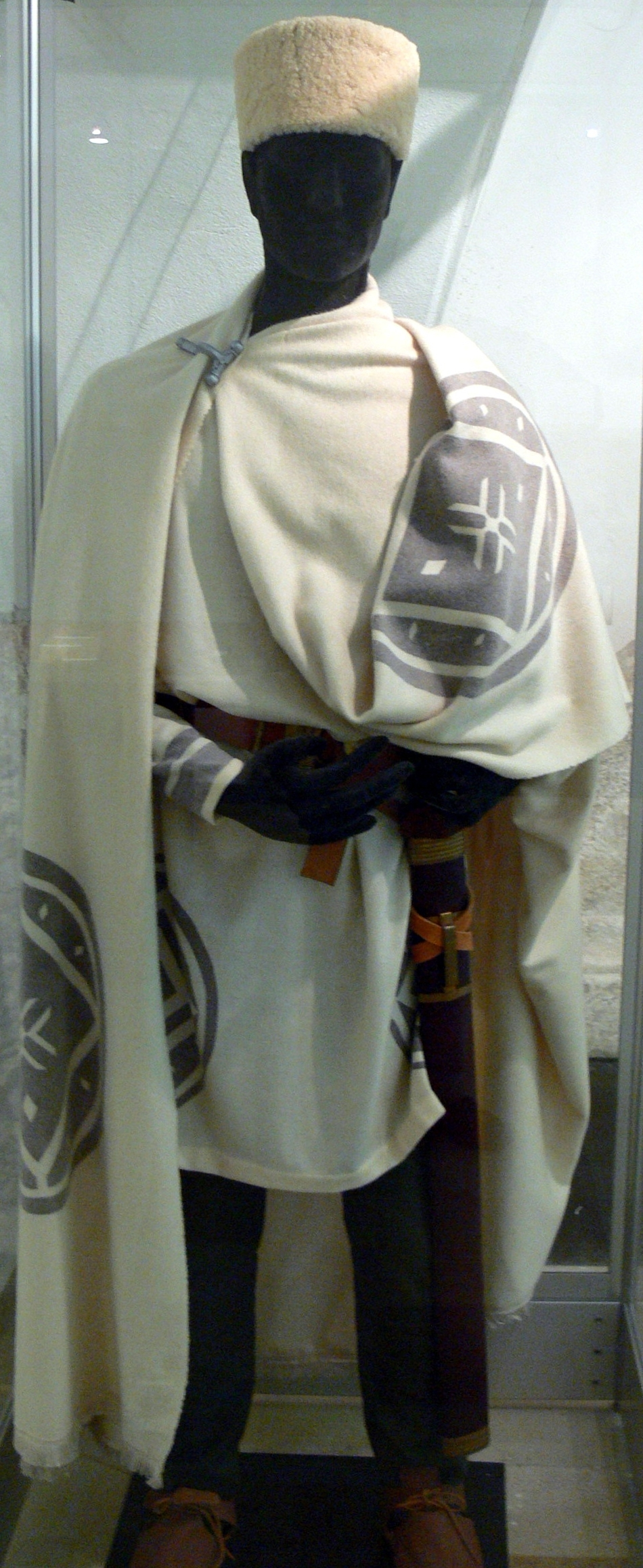
Figurine eines spätrömischen Offiziers des 5. Jahrhunderts, Museum Lauriacum

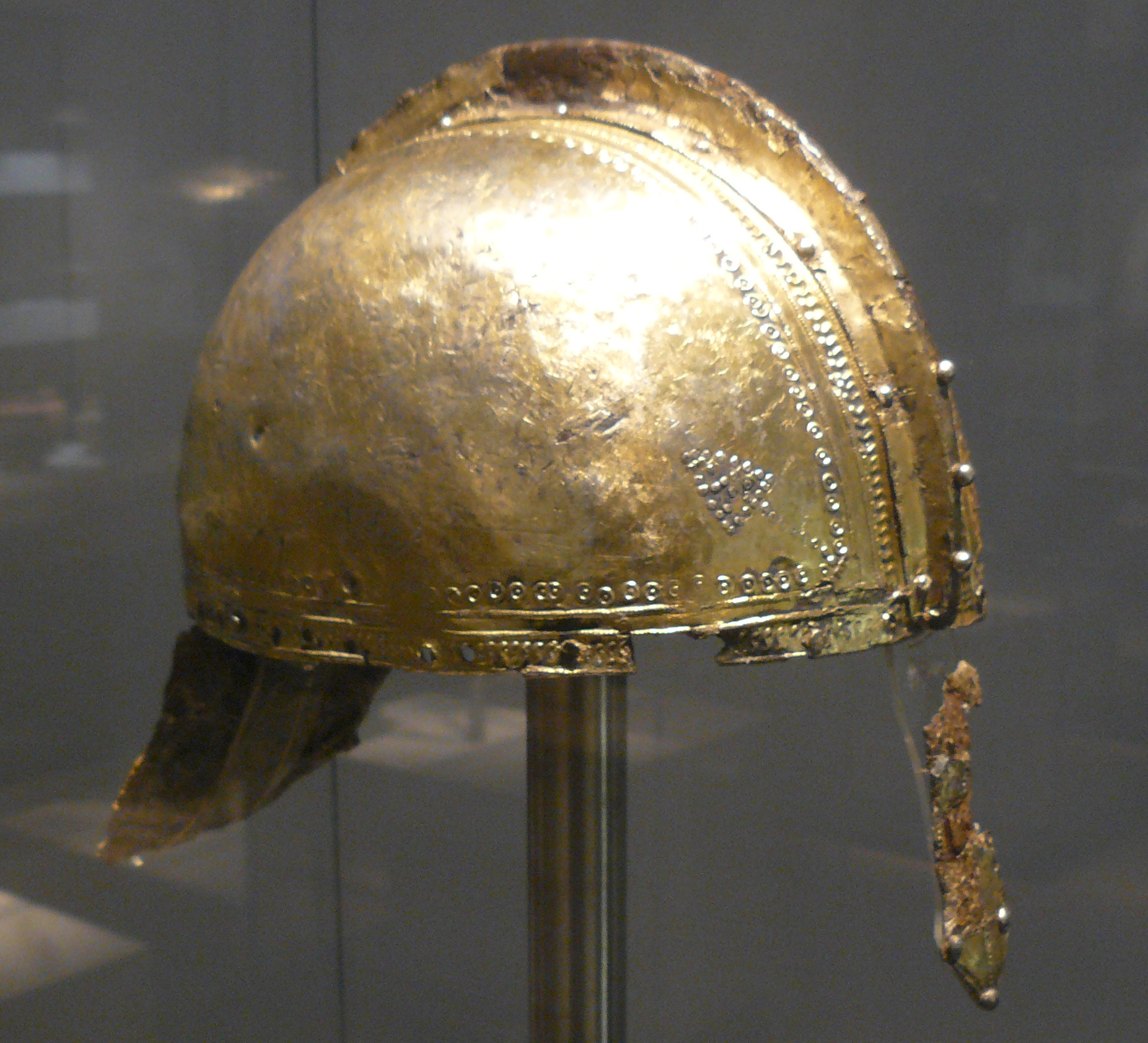
Spätrömischer Offiziershelm (Kammhelm) aus dem 4. Jahrhundert n. Chr., gefunden in der Wertach (Germanischen Nationalmuseum Nürnberg)

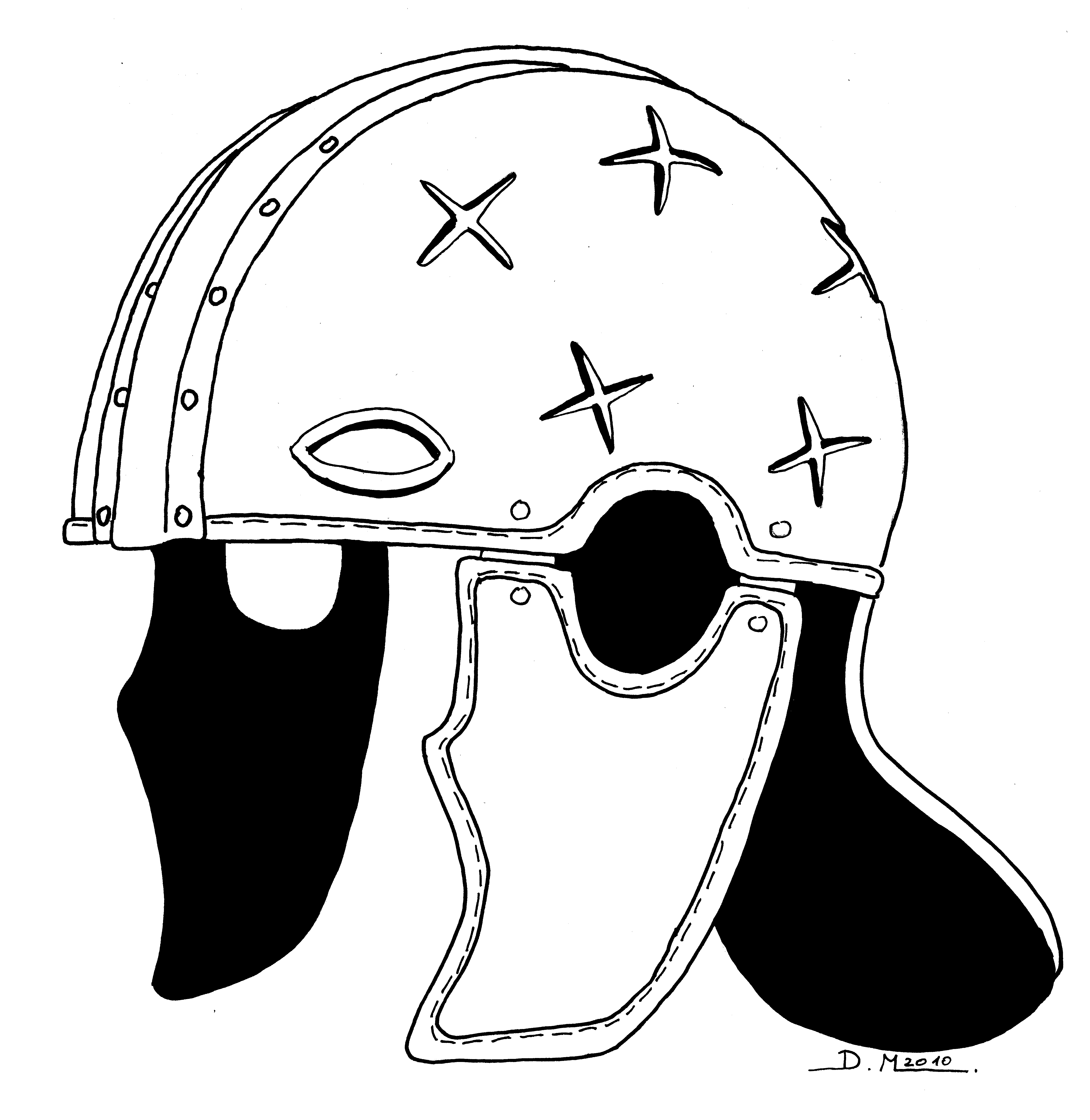
Spätrömischer Kammhelm von Typ Intercisa II

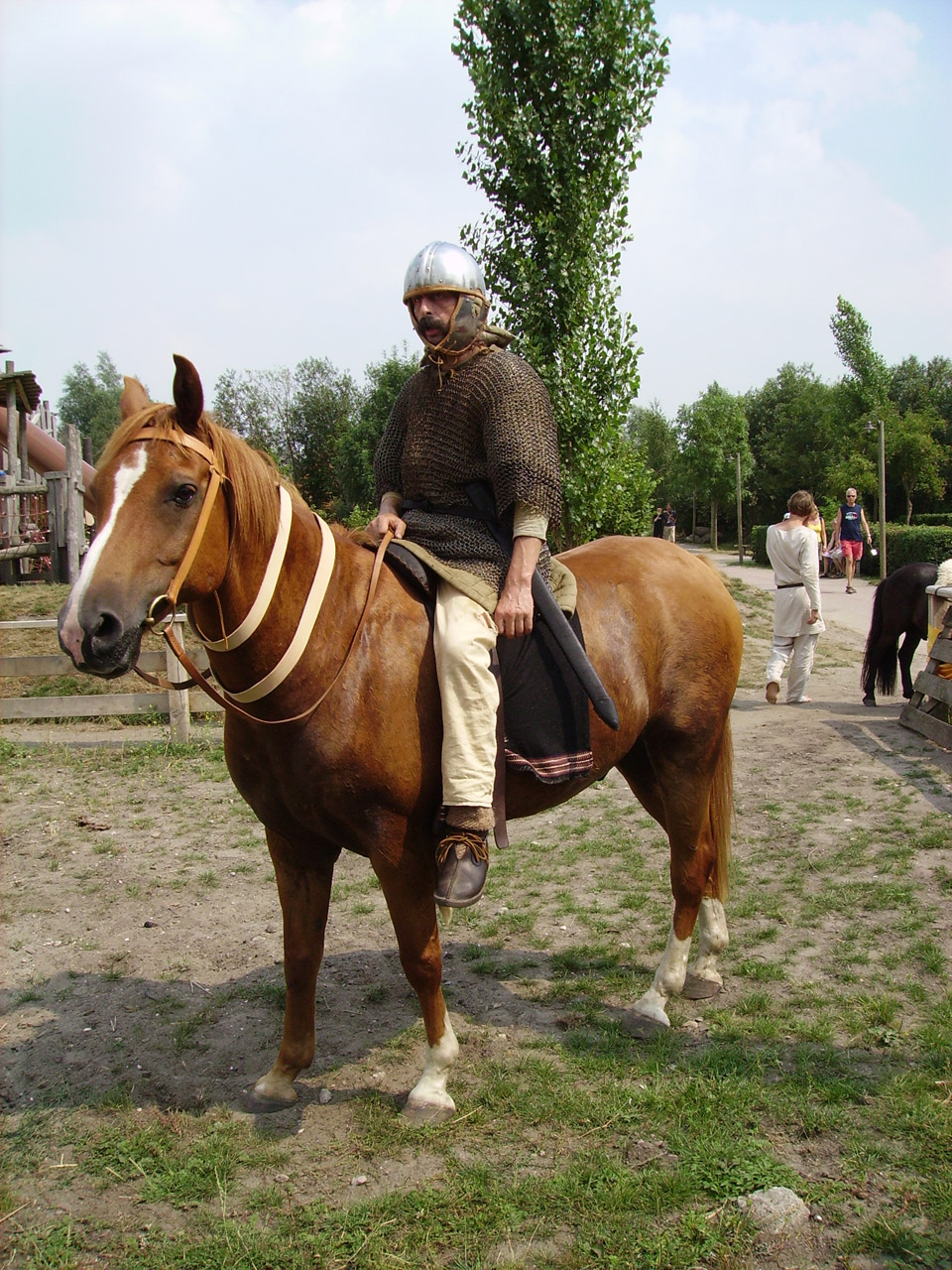
Kavallerist, spätes 3. und frühes 4. Jahrhundert (Reenactment-Rekonstruktion)

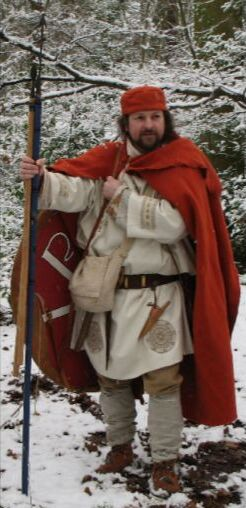
Ein limitaneus des späten 3. Jahrhunderts n. Chr. (Reenactment-Rekonstruktion)

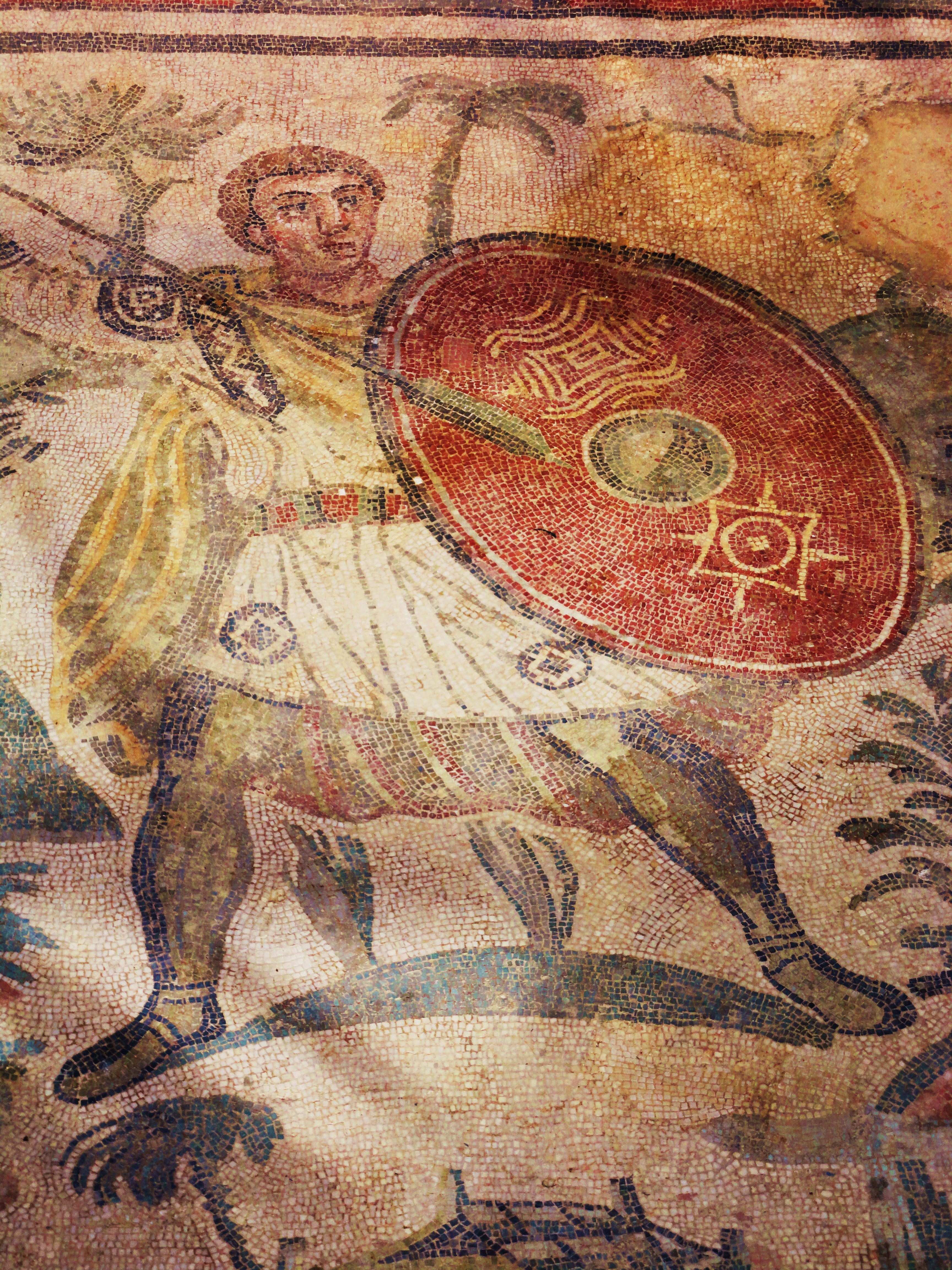
Detail eines spätantiken Mosaiks, das eine Jagdszene darstellt, die Figur mit Schild und Lanze zeigt wahrscheinlich einen römischen Soldaten des 4. Jahrhunderts (Villa del Casale, Piazza Armerina, Sizilien)
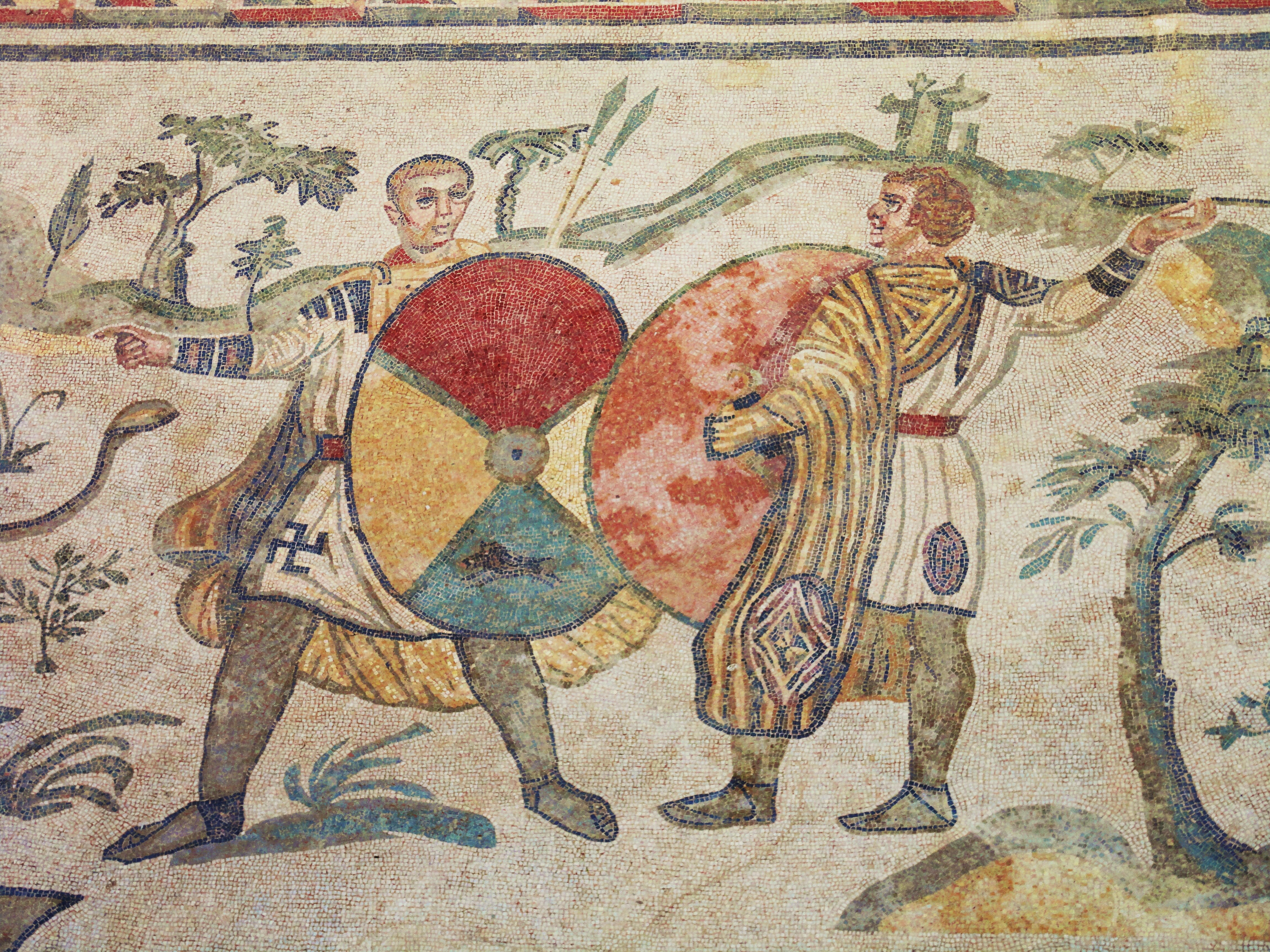
Detail des spätantiken Jagdmosaiks, die zwei Figuren stellen wahrscheinlich römische Offiziere des 4. Jahrhunderts dar
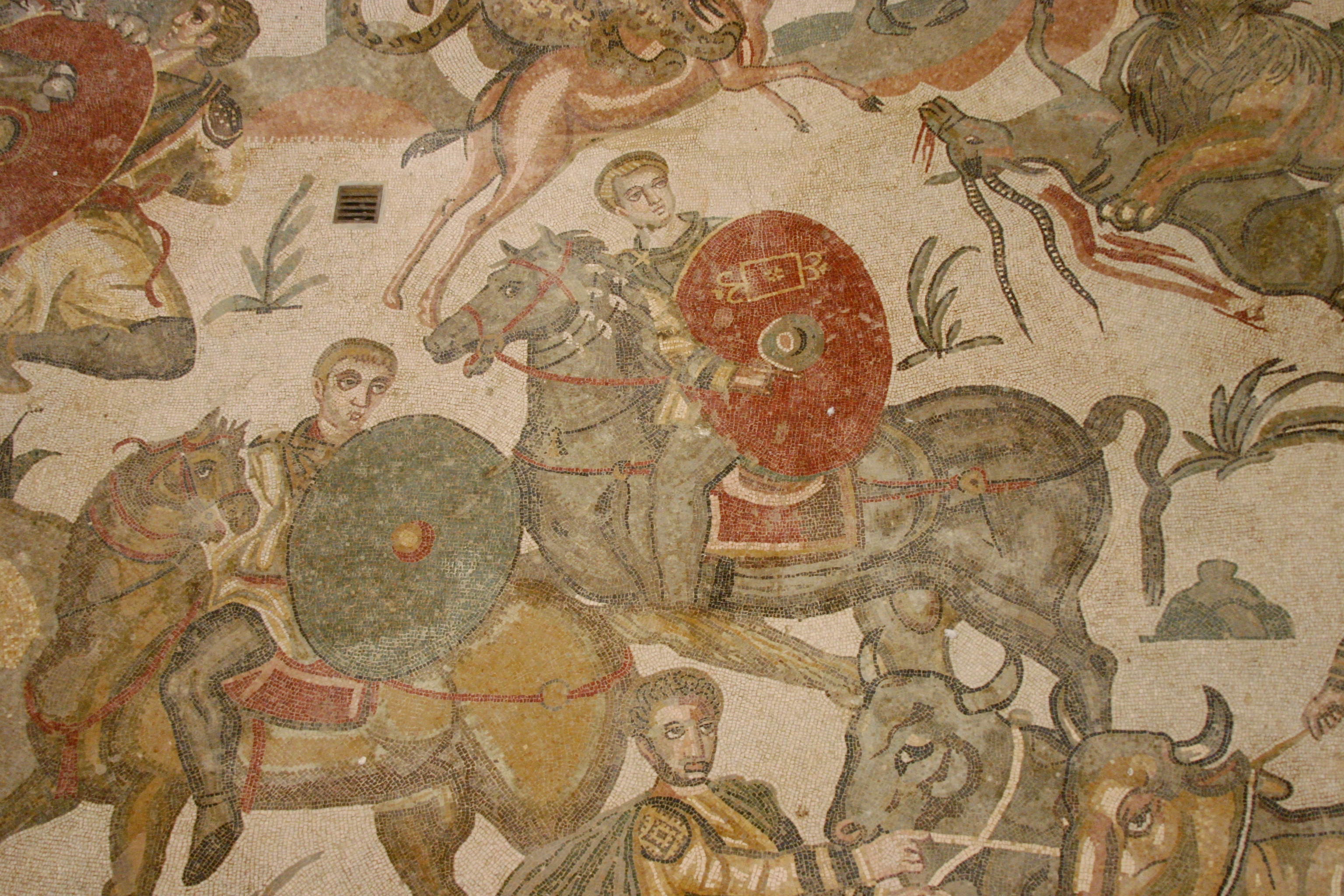
Spätrömische Reiter auf der Jagd, Mosaik in der Villa del Casale, Piazza Armerina, Sizilien (4. Jahrhundert)
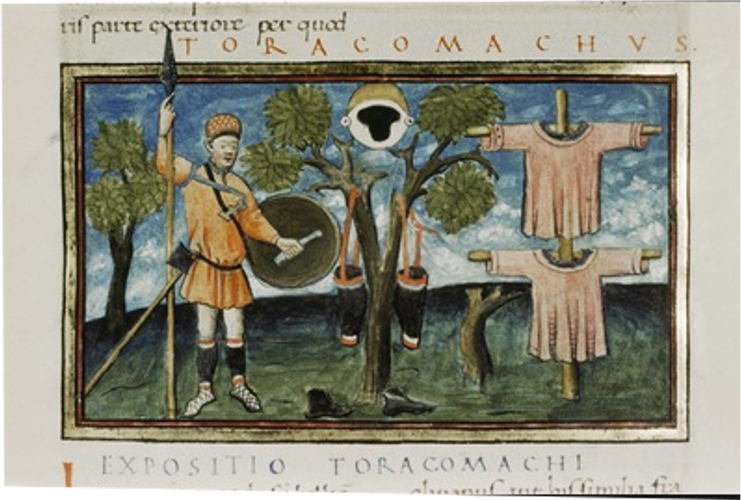
Darstellung eines spätrömischen Soldaten in De Rebus Bellicis

Die Limitanei (lateinisch für „Grenzer“) genannten Einheiten bildeten zusammen mit den Comitatenses das römische spätantike Landheer. Sie wurden im Gegensatz zu den Comitatenses (dem mobilen Feldheer) nicht an strategisch wichtigen Punkten im Hinterland, sondern direkt an der Grenze stationiert.

## Entwicklung
Unter Septimius Severus wurden dem Militär zahlreiche neue Privilegien gewährt, die weitreichende Konsequenzen nach sich zogen. Soldaten mit römischem Bürgerrecht war u. a. die Eheschließung noch während ihrer aktiven Zeit in der Armee erlaubt worden. Deswegen durften sie nun außerhalb ihres Dienstes bei ihren Familien in den Lagerdörfern leben. Da die Einheiten nun größtenteils lokal ergänzt wurden, förderte dies noch zusätzlich die – in früheren Jahrhunderten undenkbar gewesene – Sesshaftwerdung der Grenztruppen. Unter Severus Alexander wurden diese Privilegien noch erweitert. Die ursprünglich aus dem Staatsland (ager publicus) nur auf Widerruf zugeteilten Grundstücke wurden nun erblich.
Der Begriff Limitanei kann erstmals für das Jahr 363 nachgewiesen werden. Er bezeichnete Truppen, die an den Grenzen (limites) unter dem Kommando der duces stationiert waren. Es ist jedoch nicht klar, wann dieser Begriff erstmals verwendet wurde. Sie müssen jedoch schon vorher im römischen Heer eingeführt worden sein. Waren die Grenzsoldaten an Flussgrenzen stationiert (z. B. die Ripa Danuvi Provinciae Norici an der Donaugrenze), benennen die Quellen sie als Ripenses oder Riparienses milites (= Uferwächter, von lat. ripa für Flussufer), manchmal werden sie auch als castellani oder burgarii bezeichnet. Der erste Beleg für Landwirtschaft betreibende Limitanei datiert in das Jahr 443, wobei nicht belegt ist, dass deswegen ihre Kampfkraft abnahm. Die Vergabe von Grundbesitz garantierte auch ihre Versorgung. Diese Ländereien mussten effektiv bebaut und geschützt werden, wodurch die Soldaten zu Bauern und Grundbesitzern wurden. Dies wird auch durch die Existenz der fundi limitrophi bestätigt (die den Garnisonen zugeteilten Ackerböden). Gemäß einem Erlass von Valentinian I. aus dem Jahre 364 hatte ein Veteran Anspruch auf vier Ochsen und 50 modii Getreide, ausreichend für die Aussaat auf 10–12 Joch, ein Veteran (protector primae) erhielt zwei Paar Ochsen und 100 modii Getreide. Dies wird auch von dem Anonymus Valesianus bestätigt. Am Ende dieses Transformationsprozesses waren die Kastelle von Unterkünften zu reinen Dienstorten und die Soldaten zu ortsgebundenen Grenzern (limitaneus) geworden.
Die endgültige Trennung in ein Bewegungs- und Grenzheer geht auf die Kaiser Diokletian und Konstantin den Großen zurück, vor allem letzterer brachte die entsprechenden Reformen zum Abschluss. Unter Diokletian waren die Limitanei schon teilweise aus der Verfügungsgewalt der Statthalter (praeses provinciae) gelöst und den duces unterstellt worden. Ein Gesetz aus dem Jahre 372 bestimmte, dass Rekruten, die für die Feldarmee untauglich waren, stattdessen in das Grenzheer eingereiht werden sollten. Es kam auch vor, dass comitatenses als Bestrafungsmaßnahme zu limitanei degradiert wurden. Andererseits gehen Experten wie Yann Le Bohec heute davon aus, dass die ältere Forschung die Trennung und die Qualitätsunterschiede zwischen Grenz- und Feldheer zu hoch eingeschätzt habe: Es handle sich um "eine Absurdität, die im 19. Jahrhundert von in militärischen Dingen unerfahrenen Historikern erfunden wurde."
Nach Denis van Berchem hatten die Statthalter alter Prägung noch bis in die Regierungszeit Konstantins die Verfügungsgewalt über die älteren – im Prinzipat aufgestellten – Alae und Kohorten inne, die traditionell zu den Hilfstruppen (auxilia) zählten. Alle neuen regulären Truppeneinheiten hingegen, wie z. B. die Equites und auch die Legionen, die nun weitaus zahlreicher, aber dafür kleiner waren, standen unter dem Befehl von Duces.
Ab der Mitte des 4. Jahrhunderts werden die auxilia, die in der beginnenden Spätantike insbesondere aus germanischen Kriegern bestanden hatten und bis ins 3. Jahrhundert den größten Teil der Grenztruppen an den limites gestellt hatten, in den einschlägigen Quellen dann nicht mehr erwähnt. Reichsfremde Soldaten traten nun anders als im Prinzipat direkt in das reguläre Heer ein, was die größere Zahl von Germanen auch in den höheren Rängen erklärt, die man früher mit einer "Barbarisierung" der römischen Armee in Verbindung gebracht hat.
In Westrom hatten die Limitaneieinheiten sich im späten 5. Jahrhundert weitestgehend aufgelöst, da sie der Staat nicht mehr bezahlen konnte, oder wurden in die Heere der germanischen Nachfolgestaaten integriert (z. B. an der Rheingrenze). In Ostrom sind sie in der Kyrenaika (teils als kastresianoi/καστρεσιανοί) in Palästina und in den Provinzen des westlichen Nordafrikas noch bis mindestens ins späte 6. Jahrhundert nachweisbar. Nach der Vernichtung des Vandalenreiches stellte Justinian dort 534 umgehend neue Einheiten auf. Ihre Aufgaben hatten sich nicht geändert, sie traten dort wieder als sesshafte Garnisons- oder Grenztruppen an, deren numeri jeweils unter dem Kommando eines dux standen; der Oberbefehl lag bei einem magister militum per Africam. Ihre Steuerprivilegien dürften ebenfalls beibehalten worden sein. Auch die Bezeichnungen hatten sich nur wenig verändert: limitanei, castresiani, riparenses castriciani und castellani. Prokop behauptet allerdings einige Jahre später, dass Justinian den limitanei an der Perserfront den „militärischen Charakter“ genommen hätte. Falls Prokops Angaben in diesem Punkt überhaupt zu trauen sind, handelte es sich aber wohl um eine Maßnahme finanzieller Natur, die nur in einzelnen Regionen wirksam wurde, zumal Justinian nach dem Ewigen Frieden von 532 irrtümlich annahm, die Perserfront dauerhaft beruhigt zu haben. Im Zuge der massiven politischen und militärischen Umbrüche am Ende der Spätantike (um das Jahr 630) verschwanden die limitanei auch in Ostrom.

## Gliederung, Funktion und Taktiken
Die Teilstreitkraft war grob in zwei Gruppen unterteilt; die besser ausgebildeten und besser besoldeten Einheiten des laterculum maius besaßen höhere Kampfkraft und wurden an wichtigeren Orten und in größeren Zentren stationiert, die Einheiten des laterculum minus mit geringen Kampfwert befanden sich zumeist in Vorposten und Dörfern. Die Limitanei waren in
- legiones,
- cohortes,
- alae,
- auxilia,
- equites,
- limites,
- milites,
- gentes (Barbarenstämme unter dem Befehl ihrer eigenen Offiziere),
- numeri und
- cunei

organisiert.
Die Aufgabe der Limitanei bestand primär in der Grenzüberwachung bzw. der Abwehr kleinerer feindlicher Übergriffe. Die Soldaten waren für die täglichen Patrouillen verantwortlich und verrichteten den in den Festungen üblichen Garnisonsdienst. Daneben wurden sie auch mit Polizeiaufgaben betraut, die der Bewahrung der inneren Sicherheit, der Überwachung der Straßen bis hin zur Unterstützung von Staatsbeamten, wie Steuereintreibern und Magistraten, umfassten. Bei einem massiveren Durchbruch sollten sie die Invasoren zumindest so lange aufhalten oder behindern, bis Hilfe durch die Comitatenses und Palatinii eintraf, oder, wenn dies nicht möglich war, wichtige Stützpunkte, Städte oder Passübergänge halten und anschließend die in ihrem Gebiet operierende Feldarmee unterstützen, bis der Feind vernichtet oder vertrieben war. Mit der Bewältigung von Invasionen ganzer Völker waren sie überfordert. Da sie im Grenzgebiet und damit nahe am Feind standen, hatten sie mehr Gelegenheit dazu, Kampferfahrung zu sammeln, wenigstens was den ständigen Kleinkrieg anging. Auf organisierten Feldzügen, bei Belagerungen und in großen Schlachten war diese Erfahrung vermutlich weniger wert, diese Aufgaben blieben größtenteils dem Feldheer vorbehalten.
Die Zerschlagung größerer Einbrüche, auch wenn sie nur wenige tausend Krieger umfassten, war ausschließlich die Angelegenheit der Comitatenses, die in Stützpunkten hinter dem Limes stationiert waren. Wurden diese von den Eindringlingen in die Flucht geschlagen oder vernichtet, blieb den Grenzwächtern nichts anderes übrig, als sich mit der Zivilbevölkerung und so viel Vorräten wie möglich in ihren Festungen zu verbarrikadieren und auf baldigen Entsatz durch den Anmarsch der, meist vom Kaiser persönlich oder einem seiner Heermeister (Magister militum) befehligten Palastarmee (palatini) zu hoffen, welche die Eindringlinge wieder vertrieben oder wenigstens zum Abschluss eines Friedensvertrages zwingen konnten. Wenn sie sich vorher aus ihren Kastellen hinauswagten, war ihnen meist die Vernichtung gewiss. So waren sie für erfolgreich eingedrungene feindliche Heere zwar keine unmittelbare Bedrohung mehr, konnten aber in vielen Fällen wichtige Passübergänge oder Verkehrswege blockieren oder verhindern, dass sich die Eindringlinge für längere Zeit aus dem Umland mit Nahrung versorgen konnten. Für die meisten Barbarenstämme war es im frühen 4. Jahrhundert noch mühsam und zeitraubend, ein Limeskastell erfolgreich zu belagern, wenn es von seiner Besatzung entschlossen genug verteidigt wurde. In der Regel erfüllten die Limitanei daher ihren Zweck. Wenn ihre Zahl auch meist nicht ausreichte, einen größeren Raubzug oder militärische Invasion ohne Unterstützung zurückzuschlagen, so haben sie sich bei kleineren Auseinandersetzungen oft bewährt.
Aus einer Studie Hugh Eltons geht hervor, dass in diesbezüglichen Quellen bei der Erwähnung von Überfällen von plündernden Barbaren fast immer nur von weniger als 400 Kriegern die Rede ist; Gruppen dieser Größe konnten für gewöhnlich von den Grenzsoldaten (ein numerus umfasste in der Regel 200 bis 300 Mann) aufgehalten bzw. lokal bekämpft werden. Großangelegte Überfälle auf das Reich erforderten dagegen eine längere Vorbereitungszeit und eine aufwendigere Logistik. Auch erhöhte sich damit das Risiko, dass die Römer durch ihr Nachrichten- und Spionagenetz davon erfuhren und noch rechtzeitig Gegenmaßnahmen einleiten konnten. War ein Großangriff aber einmal in Gang gekommen (z. B. beim Rheinübergang von 406 n. Chr. am Rhein oder 502 an der Perserfront), konnte er oft nicht mehr oder nur unter großen Schwierigkeiten aufgehalten werden. Die Grenzen waren zu lang und die Anzahl der spätantiken Limeseinheiten zu klein, um massive Einbrüche sofort wieder einzudämmen zu können. Bis genügend Comitatenses eintrafen, verging eine gewisse Zeit, auch wegen der langgedehnten Nachrichten- und Anmarschwege. Mit kleineren Gruppen konnte die römische Grenzarmee leichter fertigwerden. Fast alle Angriffe der Barbaren verfolgten zudem lange nicht das Ziel, römisches Gebiet auf Dauer zu annektieren, es ging nur um das Beutemachen; oft genügte daher schon das Aufmarschieren der kaiserlichen Palastarmee an der Grenze, um sie ohne Kampf wieder zum Rückzug zu bewegen. Was folgte, war dann (zumindest bis in das 4. Jahrhundert) ein römischer Vergeltungsfeldzug.

## Befehlshaber und Offiziere
Comitatenses und Limitanei bestanden sowohl aus neu aufgestellten als auch aus altgedienten Einheiten. Es musste daher dafür gesorgt werden, dass beide sich gegenseitig ergänzten oder zumindest nebeneinander im Kampf bestehen konnten. Zu diesem Zweck mussten die Kommandostrukturen ähnlich aufgebaut sein. Der jeweils zuständige Heermeister (magister militum) war Oberbefehlshaber der Limitanei. Unmittelbar unterstellt waren sie dem Befehl von Abschnittskommandeuren, den duces limitis (siehe dux), die eine oder manchmal auch mehrere der – nun wesentlich kleineren – Grenzprovinzen überwachten, in die das spätrömische Reich aufgeteilt war. Einzelne dieser duces erhielten später den höheren Rang von comites militare (z. B. der Comes litoris Saxonici per Britanniam). Diese Offiziere waren einflussreiche Männer im alltäglichen Leben der Provinzen und für alles verantwortlich, was in den Aufgabenbereich der für längere Zeit an einem Ort stationierten römischen Truppen fiel. Einen Grenzabschnitt oder Kastell befehligte ein praepositus limitis (ursprünglich die Bezeichnung für einen Offizier, der nur vorübergehend oder stellvertretend das Kommando über eine Einheit hatte). Andere Bezeichnungen für Kommandeure der einzelnen Truppeneinheiten waren:
- tribuni oder
- praefecti.

Darunter gab es noch Ränge wie
- den centurio (dem 100 Mann unterstanden),
- den decurio,
- den draconarius oder signifer (Standartenträger),
- den semissalis und
- den tiro (Rekrut).

Der Umfang der Befehlsgewalt dieser Ränge ist jedoch nicht eindeutig überliefert.

## Infanterie
Vermutlich war die Limitanei-Infanterie weniger schwer bewaffnet als die Fußtruppen des Bewegungsheeres, allerdings gibt es dafür keinen schlüssigen Beweis. Die Leichte Infanterie war besonders unter den Grenztruppen verbreitet, da diese oft Patrouillendienst leisten mussten. Entgegen früheren Annahmen handelte es sich bei den Limitanei nicht um Milizionäre, diese These gilt nach dem letzten Stand der Forschung als überholt, sondern um reguläre Einheiten der römischen Armee, was auch dadurch unterstrichen wird, dass sie die Comitaneses bis ins 6. Jahrhundert auf Feldzügen, v. a. im Osten, begleitet haben. Die Klassifizierung als „Wehrbauern“ geht wohl auf eine Fehlinterpretation vereinzelter und unvollständiger antiker Texte zurück. Generell kann man auch nicht unbedingt von einer strikten Trennung zwischen einem „standortgebundenen“ und einem „beweglichen“ spätantiken Heer sprechen. Es ist kaum anzunehmen, dass sich die Grenzsoldaten bei Meldung eines – nicht allzu weit entfernten – Barbarenüberfalls nicht aus dem näheren Umkreis ihres Kastells hinausbewegt haben. Insgesamt waren die Limitanei oft schlechter ausgebildet und unerfahrener, sollen deswegen auch weniger angesehen als ihre Kameraden beim Bewegungsheer gewesen sein und wurden dementsprechend auch niedriger besoldet; allerdings ist auch diese – wiederum vor allem von der älteren Forschung vertretene – Annahme inzwischen in Zweifel gezogen worden. Benjamin Knör vertritt sogar die Auffassung, dass die Soldaten in Wahrheit den Eintritt bei den Limitanei den Vorzug gaben, da der beschwerliche Dienst in der Feldarmee, die ständig im Reich herumzog und dabei oft in Kämpfe verwickelt wurde, auf Dauer wohl nur wenig erstrebenswert war. Dies würde auch die höhere Besoldung der Comitatenses erklären. Bekannt ist auch, dass in den Krisenzeiten des 5. Jahrhunderts im Westen aus Mangel an Soldaten und Geld die meisten Limitanei von den Grenzen abgezogen, in die mobilen Armeen eingereiht und zu Comitatenses aufgewertet wurden, ohne dass in den antiken Quellen die Rede davon wäre, dass dies die Kampfkraft der Truppen verringert habe.

## Kavallerie
Die Kavallerie stellte etwa ein Drittel der spätrömischen Einheiten, da die Stärke von Kavallerieeinheiten allerdings stets geringer war als die vergleichbarer Infanterieeinheiten, machte die tatsächliche Zahl der Kavalleristen nur etwa ein Viertel der Soldaten aus; sie verursachten aber die bei weitem größten Kosten. Folgt man den Angaben in der Notitia dignitatum, müssen die Reiter im späten 4. Jahrhundert bei den Limitanei einen Anteil von fast 50 % gehabt haben, da eine Haupttätigkeit der Limitanei in der Durchführung von Patrouillen bestand. Auch ihr Status war geringer als der der Reitereinheiten in der Feldarmee.

## Pseudocomitatenses
An bedeutenden Schlachten nahmen die Limitanei meist nicht teil. Wenn es notwendig war, wurden ihre kampfstärksten Einheiten aber, wie schon oben erwähnt, als pseudocomitatenses in das mobile Feldheer eingegliedert; sie genossen aber damit nicht automatisch ihre gesamten Privilegien. Solche Einheiten sind (für den Osten) erstmals im Jahr 365 n. Chr. bezeugt, wo sie in Botschaften an Kaiser Valentinian I. erwähnt werden. Im Westen scheinen die pseudocomitatenses nur in der Notitia dignitatum auf. Es ist allerdings sehr wahrscheinlich, dass es schon früher zu Mobilisierungen solcher Kontingente (z. B. in Bürgerkriegen) kam. Nachzuweisen ist dies jedoch nicht, da die oft lange andauernden Einsätze in den Feldarmeen die Chance vergrößerten, zu regulären comitatenses „befördert“ zu werden. Man weiß, dass comitatenses nach Beendigung ihres Einsatzes wieder in den Status von pseudocomitatenses zurückversetzt werden konnten; der Historiker Ammianus Marcellinus berichtet auch von Einheiten, denen die Degradierung zu Limitanei angedroht wurde.
Ralf Scharf schließt nicht aus, dass die pseudocomitatenses nach Ablauf einer gewissen Frist quasi automatisch zu regulären comitatenses befördert wurden. Bezahlung und Verpflegung betrugen ungefähr zwei Drittel von dem, was die comitatenses bezogen. Allerdings stellt sich hier auch die Frage, wie es möglich war, ganze Limitaneieinheiten dauerhaft ins Feldheer zu integrieren, da dies eigentlich zur Folge haben musste, dass dieser Abschnitt der Grenze völlig von Truppen entblößt wurde. Die Grenzsoldaten waren zudem meist tief mit ihren Stationierungsorten verwurzelt, da sie oft in der näheren Umgebung rekrutiert wurden und auch ihre Familien von dort stammten. Somit bleiben viele Fragen dazu bislang offen.

## Garnisonsleben
Trotz offenbar eher geringerem Ansehen, kleinerem Sold und niedrigeren Rationen war das Leben der Grenzsoldaten – für damalige Verhältnisse – halbwegs erträglich. Nahrung und Schutz kamen ihren Angehörigen auf direktem Wege zugute. Limitanei, die neben ihrem Dienst auch ihre eigenen Höfe bearbeiteten, sind erstmals seit 443 belegt. Nach Verabschiedung in den Ruhestand konnten sie außerdem erwarten, dass der Familienhof weitgehend von Steuern befreit war. Sie wurden in überwiegender Mehrzahl (aber keineswegs automatisch) in der direkten Umgebung angeworben, ihre Söhne dienten wieder in denselben Einheiten und mussten nur selten, wenn überhaupt, länger von zu Hause fort. Andererseits verfügten sie aber über nur wenig Münzgeld und hatten selten Gelegenheit Beute zu machen.
Aufgrund des Dienstes in oft abgelegenen und isolierten Außenposten waren sie jedoch ihren Kommandeuren weitgehend ausgeliefert. Diese waren nicht selten korrupt, kürzten u. a. willkürlich die Rationen und steckten den Profit daraus in die eigene Tasche. Viele Soldaten waren daher gezwungen einem Nebenerwerb nachzugehen. Quellen aus dem 6. Jahrhundert berichten u. a. von der Familie des Flavius Patermunthus, dessen männliche Verwandten neben dem Armeedienst auch als Flussschiffer arbeiteten. Da sie hauptsächlich dieser Tätigkeit nachgingen, konnten sie ihren Soldatenpflichten nur eingeschränkt nachkommen. Ebenso wird von einem Soldaten aus der oströmischen Einheit der transtigritani berichtet, der eine Bäckerei von einem Angehörigen der clibanarii leones gemietet hatte.
Obwohl viele Kastelle in der Spätantike nur von geringer Größe waren, machten sie die Präsenz der kaiserlichen Armee in großen Gebieten deutlich wahrnehmbar. Die meisten Limitanei waren direkt in solchen Kastellen oder in befestigten Städten am Limes untergebracht (vgl. etwa Donau-Iller-Rhein-Limes). Einige sehr lange in Verwendung gebliebene Kastelle in Britannien (wie z. B. Housesteads und Great Chesters am Hadrianswall) zeigen gegen Ende des 3. Jahrhunderts n. Chr. Spuren umfangreicher Umbauten an ihren Mannschaftsbaracken. Eine Reihe paarweise angeordneter Räume nach klassischem Baumuster (contubernium) wurde durch sechs separate Unterkünfte – alle mit eigenen Außenmauern und Dach – ersetzt und durch einen schmalen Durchgang voneinander getrennt. In Housesteads messen diese Unterkünfte 8 bis 12 m in der Länge und 3,6 bis 15,15 m in der Breite. Die Anzahl dieser Gebäude, von denen die meisten auch eine Feuerstelle oder Herd hatten, war allerdings geringer als die der Kasernenblöcke des 1. und 2. Jahrhunderts n. Chr. Solche Gebäude waren einfacher aufzustellen und instand zu halten als alte und baufällige Fachwerkbaracken wieder herzurichten. Man schätzt, dass in diesen Behausungen zwei Soldaten samt ihren Angehörigen Platz fanden, was sich vielleicht auch aus dem Umstand erklären lässt, dass die spätantiken Einheiten in ihrer Substanz immer kleiner wurden.